# 24304 Lynnrice
24304 Lynnrice è un asteroide della fascia principale. Scoperto nel 1999, presenta un'orbita caratterizzata da un semiasse maggiore pari a 2,3277572 UA e da un'eccentricità di 0,1242921, inclinata di 6,87200° rispetto all'eclittica.